# 논리 링크 제어
논리 링크 제어(Logical link control, LLC) 데이터 통신 프로토콜 계층은 컴퓨터 네트워킹의 IEEE 802 참조 모델에서 7계층 OSI 모델 중 데이터 링크 레이어(레이어 2)의 하위 계층이다. LLC 하위 계층은 다중화 매커니즘을 제공하므로 여러 네트워크 프로토콜이 멀티포인트 네트워크 안에 공존할 수 있게 하며 동일한 네트워크 매체 위에서 전송될 수 있게 한다. 흐름 제어와 자동 반복 요청(ARQ) 오류 관리 구조도 제공할 수 있다.
LLC 하위 계층은 미디어 액세스 컨트롤(MAC) 하위 계층과 네트워크 레이어 간의 인터페이스 역할을 한다.